# У лијепом старом граду Вишеграду
У лијепом старом граду Вишеграду је вокално-инструментална композиција, аутобиографског карактера, која говори о једној љубави у Вишеграду.

## Аутор
Комплетни аутор пјесме „У лијепом старом граду Вишеграду“ је Крагујевчанин, Драгиша Недовић, један од најплоднијих текстописаца и композитора у периоду између 1932. и 1966. године у Србији.
Боравећи дуже у Босни, Драгиша је своје пјесме писао у духу народних пјесама насталих на њеној територији. Поред споменуте пјесме, у том периоду настале су и друге његове познате пјесме: „Прођох Босном кроз градове“, „Из Босне се једна пјесма чује“, „Босанске ме пјесме занијеше“ итд. 

## Историја
Пјесму „У лијепом старом граду Вишеграду“ први је снимио Химзо Половина, а касније и други познати и мање познати пјевачи углавном из Босне. Пјесма није снимљена у оригиналу. Из тог разлога, Драгиша Недовић се обратио са молбом свим извођачима да његове текстове и мелодију не мењају како тиме не би изгубиле на вриједности. „С тога молим пјеваче и музичаре да се придржавају оригинала као што је и циљ ове моје збирке.“ Већина Драгишиних пјесама има биографски карактер. 
Пјесма је најпре изворно носила назив „Јутрос рано слушам“ и писана је на екавици.
„Јутрос рано слушам славуји певају,

на Бикавцу брду града Вишеграда.

Устај Кико мала, ружо процветала,

већ је целу Дрину зора обасјала.

Устај, испрати ме, морам да путујем

у Србију идем своме родног граду.

За тобом ћу Кико много да тугујем —

зашто сам те саму оставио младу.“
Ова пјесма је дуго година била једна од најпопуларнијих на простору бивше Југославије, али се деценијама име аутора једноставно није помињало, чак ни да је ауторска. Временом, пјесма је добила статус „народне“. Многе друге Драгишине пјесме широм Босне, Далмације и Србије још увек се наводе као „народне“ тј. „староградске“. 
Захваљујући новинару Драгану Алемпијевићу и „Гласу јавности“ који је 1999. године објавио фељтон, име Драгише Недовића није заборављено. Након тога из штампе је изашла и књига професора Драгана Батављевића о животу и дјелу Драгише Недовића.

## Текст пјесме данас
У лијепом старом граду Вишеграду,

гдје дубока Дрина вјековима тече.

Остаде ми само тужна успомена,

Ашиковах с драгом скоро свако вече.

А и јутрос слушам пјевају славуји,

На Бикавцу брду, града Вишеграда.

Устај цуро мала, ружо процветала.

Већ је зора рана Дрину обасјала.

Ево сам ти дош`о, сједим на Бикавцу.

Слушам Дрина хучи, нови дан се спрема.

Све је као некад, пјевају славуји,

Само тебе драга, на Бикавцу нема.

## Извор
https://hr.wikipedia.org/wiki/Vi%C5%A1egrad#/media/File:Visegrad_drina.jpg
https://sr.wikipedia.org/sr/%D0%94%D1%80%D0%B0%D0%B3%D0%B8%D1%88%D0%B0_%D0%9D%D0%B5%D0%B4%D0%BE%D0%B2%D0%B8%D1%9B#/media/File:Dragisa_Nedovic.jpg